# アポロ8号での創世記の朗読

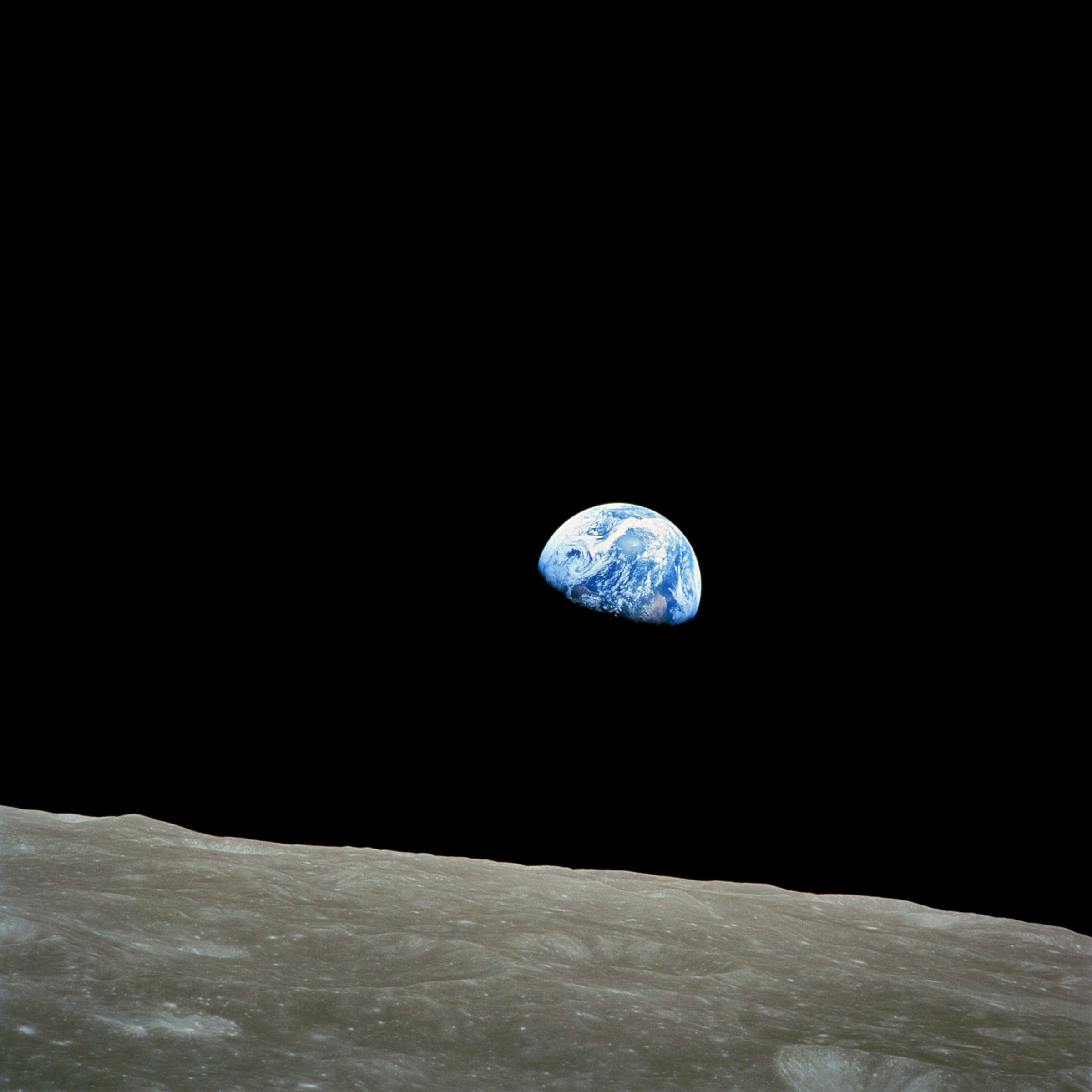
1968年12月24日、ウィリアム・アンダースが撮影した地球と月のカラー写真『地球の出』。テレビの視聴者が見たのは、粒状の白黒画像だった。

アポロ8号での創世記の朗読（あぽろ8ごうでのそうせいきのろうどく）では、アメリカ合衆国の宇宙船アポロ8号の月周回中に乗組員がおこなった「創世記」の朗読について述べる。
1968年12月24日のクリスマスイブに、アポロ8号の乗組員は、月の周回軌道上で『聖書』の「創世記」の一節を朗読した。人類で初めて月に到達したビル・アンダース、ジム・ラヴェル、フランク・ボーマンの3名は、『欽定訳聖書』の「創世記」1章の1節から10節までを朗読した。アンダースは1節から4節まで、ラヴェルは5節から8節まで、ボーマンは9節と10節を朗読した。

## 起草
ボーマンは、月周回中のスピーチを起草しようとしたときに、アメリカ合衆国によるベトナム戦争への関与に対する謝罪のように聞こえると感じ、予算局（現在の行政管理予算局）のジョセフ・ライティンに助言を求めた。ライティン自身も同じ問題を抱えていた。最初の草稿では「地球上の平和」という概念が中心だったが、それは現在進行中の戦争に照らして不適切だと感じ、クリスマスの季節と聖書に書かれているキリストの降誕の記述との間に良い関連性がないかどうか、『新約聖書』に目を通し始めた。『旧約聖書』に目を向けて、「創世記」の冒頭を使うよう提案したのは、ジョセフ・ライティンの妻であるクリスティン・ライティンだった。
このスピーチの原稿は耐火紙に印刷され、スピーチはミッションの飛行計画に含まれていた。

## 朗読
以下に、実際に行われたスピーチの内容を記載する。字下げされた箇所は「創世記」の内容である。日本語訳は『口語訳聖書』による。
ビル・アンダース
We are now approaching lunar sunrise, and for all the people back on Earth, the crew of Apollo 8 has a message that we would like to send to you.（今、月の日の出が近づいています。地球上にいる全ての人々のために、アポロ8号の乗組員がメッセージを伝えたいと思います。）
In the beginning God created the heaven and the earth.
And the earth was without form, and void; and darkness was upon the face of the deep. And the Spirit of God moved upon the face of the waters.
And God said, Let there be light: and there was light.
And God saw the light, that it was good: and God divided the light from the darkness.
はじめに神は天と地とを創造された。
地は形なく、むなしく、やみが淵のおもてにあり、神の霊が水のおもてをおおっていた。
神は「光あれ」と言われた。すると光があった。
神はその光を見て、良しとされた。神はその光とやみとを分けられた。
ジム・ラヴェル
And God called the light Day, and the darkness he called Night. And the evening and the morning were the first day.
And God said, Let there be a firmament in the midst of the waters, and let it divide the waters from the waters.
And God made the firmament, and divided the waters which were under the firmament from the waters which were above the firmament: and it was so.
And God called the firmament Heaven. And the evening and the morning were the second day.
神は光を昼と名づけ、やみを夜と名づけられた。夕となり、また朝となった。第一日である。
神はまた言われた、「水の間におおぞらがあって、水と水とを分けよ」。そのようになった。
神はおおぞらを造って、おおぞらの下の水とおおぞらの上の水とを分けられた。
神はそのおおぞらを天と名づけられた。夕となり、また朝となった。第二日である。
フランク・ボーマン
And God said, Let the waters under the heaven be gathered together unto one place, and let the dry land appear: and it was so.
And God called the dry land Earth; and the gathering together of the waters called he Seas: and God saw that it was good.
神はまた言われた、「天の下の水は一つ所に集まり、かわいた地が現れよ」。そのようになった。
神はそのかわいた地を陸と名づけ、水の集まった所を海と名づけられた。神は見て、良しとされた。
And from the crew of Apollo 8, we close with good night, good luck, a Merry Christmas – and God bless all of you, all of you on the good Earth.（そしてアポロ8号の乗組員から、おやすみなさい、幸運がありますように、メリークリスマスと締めくくります。そして良き地球に住む全ての人に神の祝福がありますように。）

## 訴訟
アメリカ無神論者協会の創始者であるマダリン・マーレイ・オヘアは、このアポロ8号乗組員の行為が、国教の樹立を禁止したアメリカ合衆国憲法修正第1条に違反していると主張して、アメリカ政府を提訴した。
この訴訟は、テキサス州西部地区連邦地方裁判所に提出された。3人制司法パネルに提出されたが、司法パネルは、この事件は司法パネルで扱う問題ではないと結論づけ、訴訟原因を述べていないという理由で訴えを却下した。最高裁への直訴は、管轄権がないため却下された。別の控訴審が第5巡回区控訴裁判所で行われ、同裁判所は裁判長の棄却をパーキュリアムで支持した。最高裁は、この事件の審査を拒否した。

## 展示
ラヴェルから借用した、「創世記」の一節が記されている飛行計画書のページが、シカゴのアドラー・プラネタリウムに展示されている。2018年には、アポロ8号の飛行50周年を記念して、ワシントンD.C.のワシントン大聖堂に展示された。

## 大衆文化において

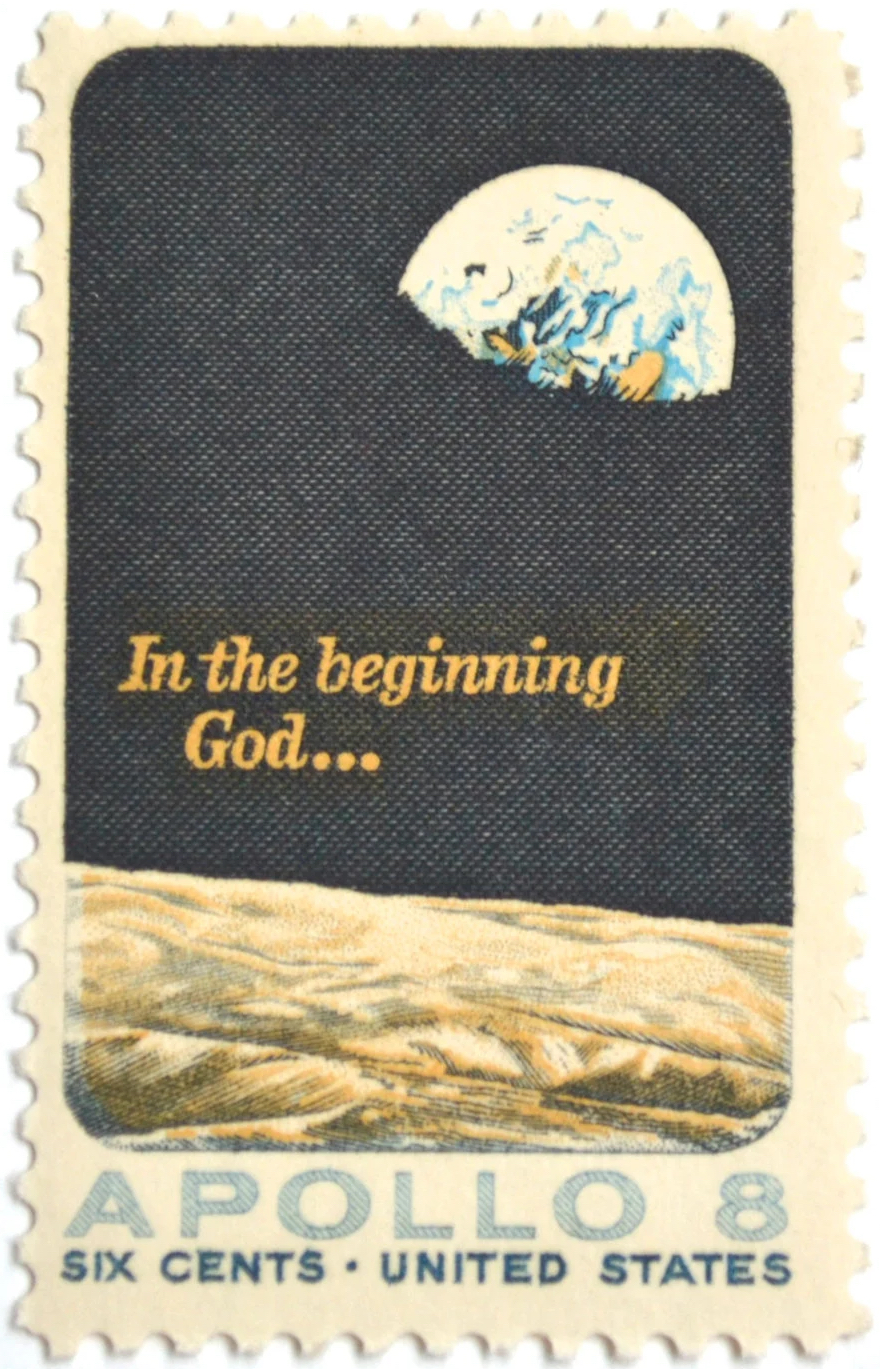
アポロ8号の記念切手

### 音楽
- マイク・オールドフィールドは、1994年のアルバム『遥かなる地球の歌（英語版）』の1曲目と2曲目で、ビル・アンダースの朗読の一部を使用している[12]。
- マイケル・ジャクソンは、1995年のアルバム『ヒストリー』に収録されている『ヒストリー』(HIStory)という曲で、アポロ8号の「創世記」の朗読の最後の部分を使用している。
- MGMTは、2005年のアルバム『Climbing To New Lows』に収録されている『Come On Christmas』という曲で、ボーマンが読み上げた詩をサンプルとして使用している。
- スウェーデンのプログレッシブ・ロックバンドのムーン・サファリは、『Moonwalk』でアンダースのパートの最初の2文を使用した。
- 電子音楽デュオのW&Wは、2013年の楽曲『Lift Off』でアンダースの朗読の抜粋を使用した。

### テレビ
- 1998年のHBOのテレビドラマ『フロム・ジ・アース/人類、月に立つ』の第4話では、アポロ8号における「創世記」の朗読がそのまま再現されている。
- テレビドラマ『アウトランダー』のシーズン3の第5話「自由とウイスキー」で、ラヴェルの朗読部分の抜粋が使用されている。

### 郵便切手
1969年にアメリカ合衆国郵便公社が発行したアポロ8号ミッションの記念切手には、『地球の出』を背景に「創世記」の冒頭部分が書かれている。